# Эффективное число партий
Эффективное число партий (англ. Effective number of parties, ENP, ENPP), иногда индекс Лааксо — Таагепера, — концепт, использующийся в политической науке в сравнительных исследованиях электоральных и партийных систем для измерения уровня фрагментации партийной системы. Эффективное число политических партий отражает одновременно число партий в партийной системе, а также их относительный вес, причём оно может быть рассчитано как для результатов партий на выборах (иногда обозначается как ENEP или NV), так и для распределения мест в легислатуре (ENPP, NS). Индекс был впервые введён в работе Маркку Лааксо и Рейном Таагепера 1979 года, а затем поддержан и применён в сравнительной политологии Арендом Лейпхартом.
Эффективное число партий в виде, предложенном Лааксо и Таагепера, признано конвенциональным и самым простым способом измерения числа политических партий в политии.

## Расчёт эффективного числа
Эффективное число партий рассчитывается в соответствии с предложенной в статье Лааксо и Таагепера формулой:
| {\displaystyle N={\frac {1}{\sum _{i=1}^{n}p_{i}^{2}}},} |

где {\displaystyle N} — эффективное число партий, {\displaystyle n} — номинальное число партий, а {\displaystyle p_{i}} — доля {\displaystyle i}-той партии на выборах или в легислатуре. Значение индекса является числом, обратным вероятности того, что два случайно отобранных избирателя проголосуют за одну и ту же партию (или того, что два случайно отобранных места в парламенте будут заняты представителями одной партии). Важно заметить, что если {\displaystyle N\to n}, то это означает, что партии на выборах или в легислатуре обладают почти одинаковой долей.
Для оценки фрагментации политической системы
Таким образом, данный показатель абсолютно аналогичен обратным индексу Херфиндаля (HHI) в экономике или индексу разнообразия Симпсона в экологии. Эти индексы могут быть обобщены как значения энтропии Реньи на уровне {\displaystyle \alpha =2}.

## Предпосылки появления
В политической науке имеется консенсус о том, что номинальное число партий, участвующих в выборах или прошедших в легислатуру предоставляет исследователю слишком малые аналитические и прогностические возможности, поскольку не учитывает значимость тех или иных партий, их влияние на политику. Вместе с тем, существует несколько подходов к определению того, как считать политические партии. Блау (2008) сводил эту проблему к другому вопросу: какие партии следует признать значимыми (релевантными). Дихотомический подход заключается в присвоении значимым партиям веса 1, а незначимым — 0. Дж. Сартори в многочисленных исследованиях и в построении собственной классификации партийных систем настаивал на сочетании дихотомического подсчёта с качественной оценкой коалиционного и компрометирующего потенциала партий. К недостаткам подобного подхода необходимо отнести следующие черты:
- Категоричность оценки: партия либо релевантна, либо нерелевантна.
- Сложности с оценкой комрометирующего потенциала партии: многие каналы взаимного воздействия партий являются скрытыми.
- Невзвешенность оценки партий: присваивать всем релевантным партиям одинаковую релевантность некорректно[4].

Последняя проблема отчасти решалась в исследованиях посредством использования концепта «полупартий» (half parties), начиная с Блонделя (1968): двухпартийные системы отделялись от многопартийных при сравнении суммарной доли двух лидирующих партий, а ситуации, когда подавляющее большинство мест в легислатуре делили между собой две крупные партии, а также одна менее крупная, характеризовались как «двух с половиной партийная система» (two-and-a-half-party system). 

## Критика индекса
Несмотря на появления ряда альтернативных методик подсчёта, подход к расчёту эффективного числа, предложенный Лааксо и Таагепера, по сей день остаётся конвенциональным и пользуется консенсусом в научном сообществе. Основным достоинством индекса Лааксо-Таагепера, как правило, называют его интуитивную простоту. Шкала, к которой относятся значения индекса, не является отвлечённой и напрямую означает число релевантных партий в партийной системе, а не некоторую степень фрагментации в целом. По свидетельству Таагепера и Шугарта (1989), «можно попросить неосведомлённых студентов оценить эффективное число партий, и их ответы будут приблизительно соответствовать ENP». Кроме того, эффективное число является взвешенной оценкой, где весом каждой партии является её доля в легислатуре или на выборах, разрешая проблему, стоявшую перед исследователями, стремившимися оценить вес партий в соответствии с качественными критериями. Впрочем, равный вес партии на выборах далеко не гарантирует её реального политического веса и долгосрочной возможности поддерживать определённый уровень электорального успеха.
Несмотря на интуитивную простоту и хорошие аналитические возможности, которые предлагает эффективное число Лааксо-Таагепера, у него есть ряд недостатков. Эффективное число Лааксо-Таагепера имеет тенденцию к переоценке веса крупнейшей партии и недооценке мелких партий. Так, вклад крупнейшей партии в значении индекса может превышать 1. Как следствие, эффективное число партий в однопартийной и двухпартийной системах, как правило, совпадают, так как крупнейшая партия занимает большую долю в значении индекса, которая может превышать 1. Например, эффективные числа в системах с распределением партийных долей (0,7; 0,05; 0,05; 0,05; 0,05; 0,05; 0,05) и (0,51; 0,49) составляет 1,99 и 2 соответственно. Недооценка малых партий может искажать представление о партийной системе, так как эффективное число партий будет фактически нивелировать долю набравших относительно немного голосов, но всё равно влиятельных и конкурентоспособных партий (пример: Свободная демократическая партия Германии на протяжении почти всего послевоенного периода).
Кроме того, в ходе качественной интерпретации показателя, например, в целях классификации партийных систем, возникает вопрос, насколько условна граница между различными типами систем, проведённая в соответствии с индексом: в чём принципиальная разница между партийными системами с {\displaystyle N=1{,}7} и {\displaystyle N=1{,}8}, которые при классификации могут быть отнесены к разным категориям (однопартийная и двухпартийная системы соответственно)? Одним из выходов из этой проблемы является следование выше обозначенной логики полупартий, особенно в системах, где {\displaystyle N\approx 2{,}5}, которые могут быть концептуализированы, как «двух с половиной партийные». В целом, Сиарофф (2003) предложил отойти от использования ENP для классификации партийных систем, применяя для этого другие показатели — число, обратное доле победившей партии ({\displaystyle N_{\infty }}), превышение первой победившей партией над второй ({\displaystyle {\frac {p_{1}}{p_{2}}}}) и суммарную долю двух ведущих партий {\displaystyle p_{1}+p_{2}}. Более того, некоторые авторы выносили суждения об эффективности той или иной партийной модели, в том числе в вопросах формирования правительства и контроля за его деятельностью — в таких случаях применимость ENP в качестве объясняющей переменной весьма ограничена, поскольку индекс не содержит информации о взаимосвязи парламентских выборов и формирования исполнительных органов.

## Усовершенствование индекса

### Индекс Молинара
Хуан Молинар (1991) предложил улучшить конвенциональное эффективное число {\displaystyle N}, чтобы избежать ошибки, связанные с переоценкой значимости крупнейшей партии:
| {\displaystyle N_{M}=N\left(1-{\frac {p_{1}^{2}}{\sum _{i=1}^{n}p_{i}^{2}}}\right)+1,} |

где {\displaystyle p_{1}} — доля крупнейшей партии.
Индекс, описанный Молинаром, заведомо присваивает крупнейшей партии значение 1 (невзирая на тот факт, была ли правящая коалиция сформирована с её участием или нет) и отдельно учитывает вероятность того, что два случайно выбранных избирателя проголосуют за одну и ту же партию, которая не обладает крупнейшей долей. Помимо прочего, индекс не переоценивает значение разрыва между первой и второй партией по электоральному результату, не преувеличивая тем самым конечное число эффективных партий, а также обладает меньшей дисперсией, чем индекс Лааксо-Таагепера или Кессельмана-Вильдгена.
Тем не менее, индекс Молинара не стал общепризнанным и повсеместно применяемым. Данливи и Бусе указывают на возможные на то причины: сложности при подсчёте и отсутствие интуитивной ясности того, как индекс отражает состояние партийной системы. Лейпхарт указывал на неадекватное отражение перехода партийной системы от распределения долей (0,5; 0,5) к распределению (0,5; 0,25; 0,25), как не соответствующего интуитивным представлениям и исследовательским ожиданиям от такого перехода.

### Дополнительный индекс Таагепера
В ответ на критику оригинального индекса для случаев, когда {\displaystyle p_{1}>0{,}5}, Таагепера (1999) предложил для оценки фрагментации партийной системы использовать и эффективное число {\displaystyle N}, и введённый им в его работе индекс {\displaystyle N_{\infty }}, определяющийся следующим образом:
| {\displaystyle N_{\infty }={\frac {1}{p_{1}}}} |

Параллельное использование {\displaystyle N} и {\displaystyle N_{\infty }} позволяет комплексно оценивать партийную систему: по уровню фрагментации и по наличию в системе доминирующей партии (абсолютное большинство голосов соответствует {\displaystyle 1\leq N_{\infty }<2}.

### Статистическая интерпретация
Доли политических партий могут быть представлены в качестве статистической выборки, обладающей всеми соответствующими характеристиками:
- выборочным средним: {\displaystyle {\bar {p}}={\frac {1}{n}}\sum _{i=1}^{n}p_{i}={\frac {1}{n}}}
- выборочной дисперсией: {\displaystyle S_{n}^{2}={\frac {1}{n}}\sum _{i=1}^{n}p_{i}^{2}-\left({\frac {1}{n}}\sum \limits _{i=1}^{n}p_{i}\right)^{2}={\frac {1}{n}}\sum _{i=1}^{n}p_{i}^{2}-{\frac {1}{n^{2}}}}, откуда следует, что {\displaystyle \sum _{i=1}^{n}p_{i}^{2}=n(S_{n}^{2}+{\frac {1}{n^{2}}})}

Так, эффективное число партий {\displaystyle N} по Лааксо и Таагапера может быть рассчитано следующим образом:
| {\displaystyle N={\frac {1}{nS_{n}^{2}+{\bar {p}}}}} |

Подобная интерпретация позволяет рассчитывать эффективное число при помощи двух простых и хорошо известных выборочных статистик. Кроме того, в 2011 Жан-Франсуа Колье заметил, что доля {\displaystyle p_{i}} характеризует не только относительный результат партии на выборах, но и вероятность того, что случайно выбранный избиратель проголосовал за эту партию (или депутат избрался от неё). В общем виде число {\displaystyle N^{-1}} характеризует ожидаемую долю партии, к которой относится место в легислатуре или за которую проголосовал избиратель, выбранные случайным образом:
| {\displaystyle N^{-1}=\sum _{i=1}^{n}p_{i}p_{i}=E[P]} |

#### Стандартизированное эффективное число
Статистическая интерпретация выявляет слабое место эффективного числа Лааксо-Таагепера — чувствительность дисперсии к изменению единиц измерения (то есть умножению всех элементов выборки на одно и то же число), а также искажение показателя в зависимости от размера выборки. Колье изложил стандартизированное эффективное число {\displaystyle N^{*}} в следующем виде:
| {\displaystyle N^{*}={\frac {n}{1+n^{2}S_{n}^{2}}}} |

#### Аксиоматика индекса
Колье также произвёл аксиоматизацию конвенционального эффективного числа партий, предполагая, что последнее является числовой функцией {\displaystyle N:\mathbb {R} ^{n}\to \mathbb {R} }:
| {\displaystyle N(x)={\frac {1}{\sum _{i=1}^{n}p_{i}^{2}}},} |

где {\displaystyle x} — абсолютное число голосов, поданных за партию, или мест, занимаемых ею в парламенте.
В результате были выведены аксиомы, которым среди других мер концентрации (или фрагментации) долей соответствуют лишь индекс Лааксо-Таагепера. Таким образом, они могут быть сформулированы в качестве свойств:
1. Однородность степени 0: {\displaystyle N(x)=N(kx)}.
2. Относительность индекса: {\displaystyle N(x)=N({\frac {x}{\sum _{i=1}^{n}x_{i}}})}.
3. Рефлексивность: для {\displaystyle \forall a\in X,N(aRa)={\frac {1}{n}}}.
4. Рекурсивность: {\displaystyle N(x_{1},x_{2},x_{3},...,x_{n})=N(x_{1}+x_{2},x_{3},...,x_{n})-2{\frac {x_{1}x_{2}}{\sum _{i=1}^{n}x_{i}}}}.

## Использование в сравнительной политике

### Изучение электоральных систем
Одно из направлений в изучении партийных и электоральных систем с использованием эффективного числа партий основано на сравнении значений этого показателя, рассчитанного для результатов голосования и распределения мест в легислатуре. Подобное сравнение позволяет изучить закономерности взаимного влияния электоральных и партийных систем.
В литературе не сложилось единого мнения по поводу того, какая из разновидностей эффективного числа наиболее адекватно отражает реалии партийной системы, господствующей в стране. Консенсус, скорее, состоит в том, чтобы варьировать использование индексов {\displaystyle N_{V}} (для выборов) и {\displaystyle N_{S}} (для легислатур) в зависимости от контекста и исследовательских задач. Данливи (1999) настаивал на использовании электорального эффективного числа, поскольку в мажоритарных избирательных системах в распределение мест в легислатуре закладывается сильное искажение реальной поддержки политических сил в стране. Характерный пример — Великобритания, где распределение поддержки партий на национальном уровне зачастую не соответствует распределению мест в парламенте. Сравнение {\displaystyle N_{V}} и {\displaystyle N_{S}} позволяет сравнивать электоральные системы и оценивать то, насколько они отражают предпочтения избирателей. Так, пропорциональная система без электоральных барьеров должна приводить к равенству распределений партий на выборах и в легислатуре, то есть {\displaystyle N_{V}=N_{S}}. Таагепера и Шугарт (1989) предложили следующие критерии для тестирования пропорциональности избирательной системы:
- Отсутствие абсолютной редукции (absolute reduction): {\displaystyle N_{V}-N_{S}=0}.
- Отсутствие относительной редукции (relative reduction): {\displaystyle {\frac {N_{V}-N_{S}}{N_{V}}}=0}.

При условии абсолютной пропорциональности избирательной системы, данные критерии являются равносильными. При этом, сравнение двух разновидностей индекса предоставляет более скромные аналитические возможности в случае мажоритарной системы. Во-первых, {\displaystyle N_{V}} и {\displaystyle N_{S}} могут быть весьма близки к выполнению критериев Таагепера и Шугарта — ближе, чем некоторые пропорциональные системы с высокими избирательными барьерами или низкими порогами для участия в выборах. Во-вторых, критерии не чувствительны к образованию «картельных сговоров» между несколькими небольшими партиями, стремящимися преуспеть в условиях мажоритарной системы. Кроме того, в классическом виде эффективное число не способно обнаружить различия в мотивации партий при формировании правительства: в пропорциональной системе это попадание в правящую коалицию, в мажоритарной — формирование собственного однопартийного правительства.
Отмечалось, что эффективное число в легислатуре может послужить средством для изучения взаимодействия парламентов и президента. Имеются исследования, связывающие стабильность президентских республик в Латинской Америке с уровнем фрагментации политических сил, представленных в парламенте.

### Классификация партийных систем
В политической науке принято конвенциональным следующее сопоставление эффективного числа в легислатуре и партийных систем:
- Система с предоминантной партией (однопартийная): {\displaystyle N\approx 1} (реже: {\displaystyle \leq N<1{,}8}).
- Двухпартийная система: {\displaystyle N\approx 2}, хотя иногда требование ужесточается до {\displaystyle 1{,}8\leq N\leq 2{,}4}.
- Многопартийная система: {\displaystyle N>2{,}4}.

Более того, Эдриан Блау в 2008 предложил расширить логику индекса Лааксо-Таагепера и предложил концепт эффективного числа партий по их законодательной силе (legislative power) и по их влиянию на кабинет:
| {\displaystyle N_{L}={\frac {1}{\sum _{i=1}^{n}l_{i}^{2}}};} | {\displaystyle N_{C}={\frac {1}{\sum _{i=1}^{n}c_{i}^{2}}},} |

где {\displaystyle l_{i}} и {\displaystyle c_{i}} — доля влияния {\displaystyle i}-той партии на законодательный процесс и исполнительную власть соответственно.

### Комментарии
1. ↑  См. раздел #Использование в сравнительной политике.
2. 1 2  В (Siaroff, 2003, pp. 271—272) изложена следующая логика классификации партийных систем без применения ENP:
  - Система с предоминантной партией (однопартийная): {\displaystyle 1\leq N_{\infty }<2} и {\displaystyle {\frac {p_{1}}{p_{2}}}\geq 1{,}8}.
  - Двухпартийная система: {\displaystyle p_{1}+p_{2}>0{,}95}, причём обе партии имеют реальную возможность одержать абсолютную победу.
    - Двух с половиной партийная система: {\displaystyle 0{,}8\leq p_{1}+p_{2}\leq 0{,}95} и несоответствие критериям однопартийной системы.

  - Многопартийная система: {\displaystyle p_{1}+p_{2}<0{,}8} и несоответствие критериям однопартийной системы.
3. ↑  Ср. США, где в 2012 {\displaystyle N_{V}-N_{S}=0{,}14}, {\displaystyle {\frac {N_{V}-N_{S}}{N_{V}}}=0{,}066} и ФРГ, где в 2013 {\displaystyle N_{V}-N_{S}=1{,}3}, {\displaystyle {\frac {N_{V}-N_{S}}{N_{V}}}=0{,}37}. (Gallagher, 2015)
4. ↑  См., например, Jones M.P. Electoral Laws and the Survival of Presidential Democracies. — Notre Dame: University of Notre Dame Press, 1995.